# Groot Buitenschoor
Het Groot Buitenschoor is een natuurreservaat in Antwerpen dat buitendijks gelegen is in het estuarium van de Schelde, ter hoogte van de grens met Nederland.
Het reservaat is onderhevig aan getijdenwerking en is een brak schorregebied dat om de 12,5 uur onder water komt te liggen. Dergelijke gebieden zijn erg zeldzaam, het 215 ha grote reservaat maakt onderdeel uit van de in totaal 320 ha. brakwaterschorren in Vlaanderen. Door de aanleg van de Zandvlietsluis werd het reservaat in 1967 gescheiden van het Galgeschoor, de wig werd in de jaren 80 nog groter door de aanleg van de Berendrechtsluis en de Noordzeeterminal.  Het gebied is Europees beschermd als onderdeel van Natura 2000-gebied 'Schelde en Durme-estuarium van de Nederlandse grens tot Gent' (BE2300006).
De getijdenwerking en het steeds wisselend zoutgehalte zorgt ervoor dat enkel speciaal aangepaste fauna en flora er kan overleven. 
Sinds 2008 is er een vogelkijkhut. Uitzonderlijk zijn er zeehonden waar te nemen, de aantallen nemen de laatste paar jaar toe.